# سانا گرنلید
سانا گرنلید (انگلیسی: Sanna Grønlid؛ زادهٔ ۲ مهٔ ۱۹۵۹) ورزشکار، قهرمان جهان و برنده جام جهان اهل نروژ است.

## قهرمانی جهان
وی در مسابقات جهانی بیاتلون ۱۹۸۵ یک مدال طلا و در قهرمانی جهانی بیاتلون ۱۹۸۷، یک مدال طلا دریافت کرد. وی در تیم نروژ که در رله‌های ۳ × ۵ کیلومتری در ۱۹۸۴، ۱۹۸۵، ۱۹۸۶ و ۱۹۸۷ موفق به کسب مدال‌های نقره و برنز شده بود، شرکت کرد.

## جام جهانی
گرونیدید در فصل ۱۹۸۴/۸۵ برنده جام جهانی بیاتلون شد.